# ウミネコ楽団
ウミネコ楽団（うみねこがくだん）は、2011年11月に結成された日本のアコースティック・デュオ。メンバーはクロマチック・アコーディオン奏者の五月エコと、コントラバス奏者の新井洋平。

## ディスコグラフィ

### アルバム
- Spirit Wheel（2012年）
- Gasparo（2015年）　※ジャケットイラスト：西野亮廣

## 楽曲提供
- トリコ・Aプロデュース演劇（いずれも作・演出／山口茜）
  - 「和知の収穫祭」（2012年）
  - 「つきのないよる」（2013年／2015年）
  - 「赤ずきんちゃん」（2015年）

## 楽曲使用
- iPhone用アプリケーション「CueZy」デモ音源
- 大阪観光局制作「Bob meets Nihonshu」
- よしもとクリエイティブ・エージェンシー企画・制作「サーカス！ - Smile Academic Crazy Unique School -」告知VTR